# Сан Мартино Буон Алберго
Сан Мартино Буон Алберго (итал. San Martino Buon Albergo) је насеље у Италији у округу Верона, региону Венето.
Према процени из 2011. у насељу је живело 11818 становника. Насеље се налази на надморској висини од 46 м.

## Становништво
Према резултатима пописа становништва 2011. у општини је живело 14.283 становника.
| 1931. | 1936. | 1951. | 1961. | 1971.  | 1981.  | 1991.  | 2001.  | 2011.  |
| ----- | ----- | ----- | ----- | ------ | ------ | ------ | ------ | ------ |
| 5.623 | 5.800 | 6.895 | 7.596 | 10.064 | 12.912 | 13.256 | 13.095 | 14.283 |

## Партнерски градови
- Фојтсберг